# Ucea
Ucea là một xã thuộc hạt Brașov, România. Dân số thời điểm năm 2002 là 2124 người.